# Església parroquial de la Mare de Déu (Albuixec)
L'església parroquial de la nostra Senyora és un temple catòlic situat a la plaça de l'Església, 2, en el municipi d'Albuixec. És un Bé de Rellevància Local amb identificador número 46.13.014-001.

## Història
Segons la tradició, en 1268, un sacerdot de la Catedral de València va enviar a un treballador a un dels seus camps d'Albuixec. Una vegada allí, va trobar una imatge de la Mare de Déu amb el Jesuset en braços. Quan es va conèixer la notícia, van acudir allí gran quantitat de fidels i el rei Jaume I va fundar una confraria en el seu honor. En 1275 es va construir una ermita dedicada a la Mare de Déu de l'Alborcer.
L'actual església es va construir en 1783 sobre l'antiga ermita. Es va ampliar en 1891, construint-se la façana i el campanar.
La parròquia es va crear al segle xix.
Al juliol de 2010 es va enfonsar part de la volta.

## Descripció
Compta amb una cúpula blava, característica de les esglésies de l'Horta Nord.
El campanar és de pedra sense treballar i morter de calç, mentre que les seues cantonades són de pedra llaurada.